# Kallima caeca
Kallima caeca är en fjärilsart som beskrevs av Walter Karl Johann Roepke 1938. Kallima caeca ingår i släktet Kallima och familjen praktfjärilar. Inga underarter finns listade i Catalogue of Life.